# Afroleptomydas aquilus
Afroleptomydas aquilus är en tvåvingeart som beskrevs av Hesse 1972. Afroleptomydas aquilus ingår i släktet Afroleptomydas och familjen Mydidae.
Artens utbredningsområde är Namibia. Inga underarter finns listade i Catalogue of Life.